# آرلبوسک
آرلبوس (به فرانسوی: Arlebosc) یک کمون در فرانسه است که در canton of Saint-Félicien واقع شده‌است. آرلبوس ۱۲٫۳۵ کیلومتر مربع مساحت دارد ۴۲۰ متر بالاتر از سطح دریا واقع شده‌است.